# Le Favril (Eure-et-Loir)
Le Favril é uma comuna francesa na região administrativa do Centro, no departamento de Eure-et-Loir. Estende-se por uma área de 23,8 km². Em 2010 a comuna tinha 380 habitantes (densidade: 16 hab./km²).